# Футбольний матч між збірними Англії та світу (1963)
Футбольний матч між збірними Англії і світу був організований з нагоди святкування 100-річниці Футбольної асоціації Англії. Відбувся 23 жовтня 1963 року на лондонському стадіоні «Вемблі».
До збірної Англії були залучені представники дванадцяти клубів: «Лестера» (Гордон Бенкс), «Блекпула» (Джиммі Армфілд, Тоні Вейтерс), «Гаддерсфілда» (Рей Вілсон), «Ліверпуля» (Гордон Майлн), «Тоттенгема» (Моріс Норман, Джиммі Грівз, Боббі Сміт), «Вест Гема» (Боббі Мур), «Саутгемптона» (Террі Пейн), «Арсенала» (Джордж Істгем, Джо Бейкер), «Манчестер Юнайтеда» (Боббі Чарлтон), «Челсі» (Кен Шелліто), «Вулвергемптона» (Рон Флаверс) і «Евертона» (Тоні Кей). Очолював національну збірну Альф Ремзі.
До збірної світу входили 14 представників Європи і два — Південної Америки. Мадридський «Реал» делегував трьох футболістів (Альфредо Ді Стефано, Франсиско Хенто, Ференц Пушкаш), а празька «Дукла» — двох (Сватоплук Плускал, Йозеф Масопуст). По одному представнику у складі мали бразильський «Палмейрас», московське «Динамо» (Лев Яшин), італійська «Мантова» (Карл Шнеллінгер), братиславський «Слован» (Ян Поплухар), французький «Реймс» (Раймон Копа), англійський «Манчестер Юнайтед» (Деніс Лоу), португальська «Бенфіка» (Еусебіу), белградський «Партизан» (Милутин Шошкич), чилійський «Універсідад» (Луїс Ейсагірре), шотландський «Рейнджерс» (Джим Бакстер) і німецький «Гамбург» (Уве Зеелер). Керував командою чилійський фахівець Фернандо Рієра.

## Деталі
| 23 жовтня 1963 14:45 BST |

| збірна Англії      | 2 : 1 | збірна світу |
| ------------------ | ----- | ------------ |
| Пейн 66' Грівз 90' | Звіт  | Лоу 82'      |

| «Вемблі», Лондон Глядачів: 100 000 Арбітр: Боббі Девідсон (Шотландія) |

|            |    |                |
|            |    |                |
| ВР         | 1  | Гордон Бенкс   |
| ЗХ         | 2  | Джиммі Армфілд |
| ЗХ         | 3  | Рей Вілсон     |
| ПЗ         | 4  | Гордон Майлн   |
| ПЗ         | 5  | Моріс Норман   |
| ПЗ         | 6  | Боббі Мур      |
| НП         | 7  | Террі Пейн     |
| НП         | 8  | Джиммі Грівз   |
| НП         | 9  | Боббі Сміт     |
| НП         | 10 | Джордж Істгем  |
| НП         | 11 | Боббі Чарлтон  |
| Запасні:   |    |                |
| ВР         | 12 | Тоні Вейтерс   |
| ЗХ         | 13 | Кен Шелліто    |
| ПЗ         | 14 | Рон Флаверс    |
| ПЗ         | 15 | Тоні Кей       |
| НП         | 16 | Джо Бейкер     |
| Тренер:    |    |                |
| Альф Ремзі |    |                |

|                |    |                     |
|                |    |                     |
| ВР             | 1  | Лев Яшин            |
| ЗХ             | 2  | Джалма Сантус       |
| ЗХ             | 3  | Карл Шнеллінгер     |
| ПЗ             | 4  | Сватоплук Плускал   |
| ПЗ             | 5  | Ян Поплугар         |
| ПЗ             | 6  | Йозеф Масопуст      |
| НП             | 7  | Раймон Копа         |
| НП             | 8  | Деніс Лоу           |
| НП             | 9  | Альфредо Ді Стефано |
| НП             | 10 | Еусебіу             |
| НП             | 11 | Франсіско Хенто     |
| Запасні:       |    |                     |
| ВР             | 1  | Милутин Шошкич      |
| ЗХ             | 2  | Луїс Ейсагірре      |
| ПЗ             | 6  | Джим Бакстер        |
| НП             | 9  | Уве Зеелер          |
| НП             | 10 | Ференц Пушкаш       |
| Тренер:        |    |                     |
| Фернандо Рієра |    |                     |